# Brace Up
Brace Up er en amerikansk stumfilm fra 1918 af Elmer Clifton.

## Medvirkende
- Herbert Rawlinson som Henry Court
- Claire Du Brey som Ellen Miles
- Alfred Allen som Court
- Sam De Grasse som Jim